# Caspar Peucer

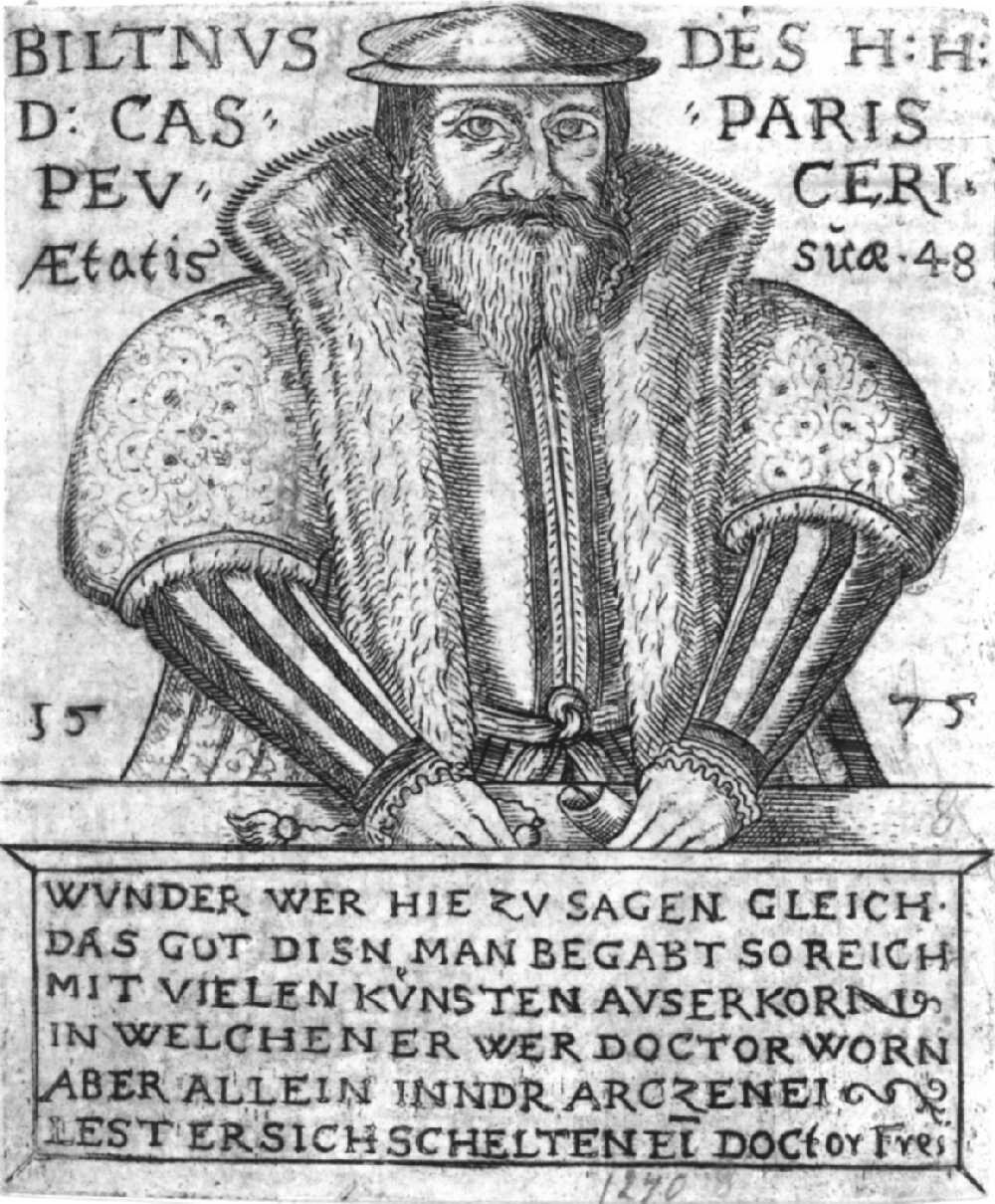
Caspar Peucer

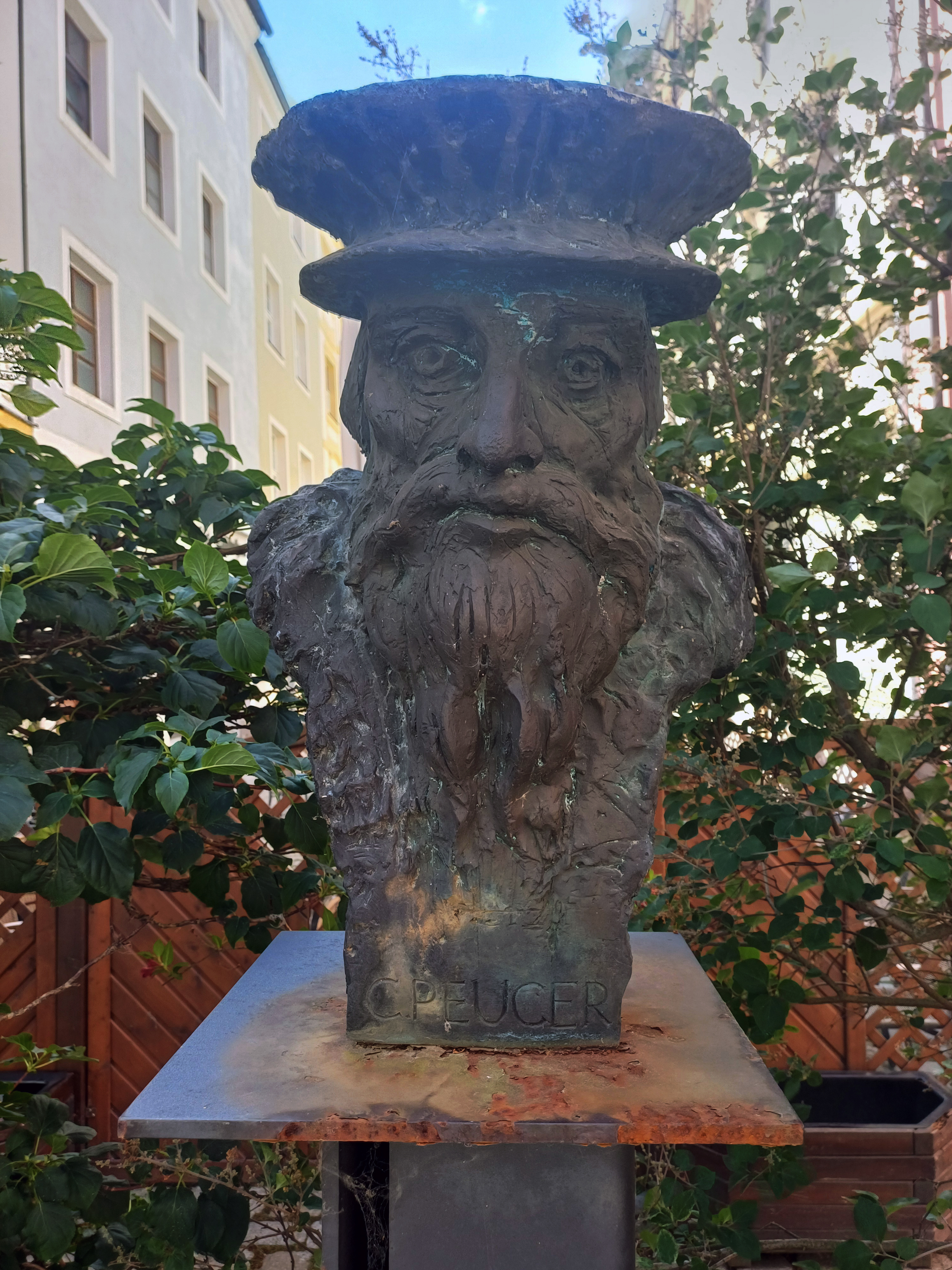
Büste in Bautzen

Caspar Peucer (auch Kaspar Peucer, Peucker; * 6. Januar 1525 in Budissin (Bautzen); † 25. September 1602 in Dessau) war als Kirchenreformer, Mathematiker, Astronom, Mediziner, Diplomat und Schriftsteller ein wichtiger Vertreter des deutschen Späthumanismus.

## Leben und Wirken
Geboren als Sohn des wohlhabenden sorbischen Handwerkers Gregor Peucer (* 12. März 1497; † 25. Februar 1560) und dessen Frau Ottilie (geb. Simon; † 5. Mai 1540) besuchte er die Budissiner Ratsschule, wo er bereits eine hohe geistige Fähigkeit auswies. Daher schlug man seinem Vater vor, ihn weiter zu unterstützen, so dass er eine Hochschule besuchen konnte. Daher schickte sein Vater ihn an das Gymnasium in Goldberg, wo er bei Valentin Friedland eine hervorragende Ausbildung genoss. Auf dessen Empfehlung hin ging er 1540 nach Wittenberg, wo er im Haus von Philipp Melanchthon Aufnahme fand. Er absolvierte in Wittenberg zunächst die vorbereitende Schule für die Universität und immatrikulierte sich unter dem Rektorat von Caspar Cruciger dem Älteren am 26. März 1543 an der Universität Wittenberg.
Peucer studierte, wie damals vorgeschrieben, zunächst an der Philosophischen Fakultät. Seine Lehrer waren unter anderen Erasmus Reinhold, Jakob Milich und Georg Joachim Rheticus. Sein Studium umfasste auch Vorlesungen zur altklassischen Literatur, zur Geschichte, zur Philosophie und zur Theologie. Am 1. September 1545 erwarb er den akademischen Grad eines Magisters der sieben freien Künste. Im Anschluss verfolgte er hauptsächlich medizinische Studien. Infolge des Schmalkaldischen Krieges konnte er sein Medizinstudium 1547 nur in Frankfurt (Oder) fortführen. Doch im Folgejahr kehrte er an die Wittenberger Akademie zurück und fand Aufnahme in den Senat der philosophischen Fakultät. Nachdem er am 2. Juni 1550 Magdalena (* 18. Juli 1531 in Wittenberg; † 12. September 1576 in Wittenberg), die Tochter Melanchthons, geheiratet hatte, bezog er 1552 die Universität Leipzig für medizinische Studien und erwarb sich unter Milich am 27. Juni 1552 in Wittenberg das Lizentiat der Medizin.

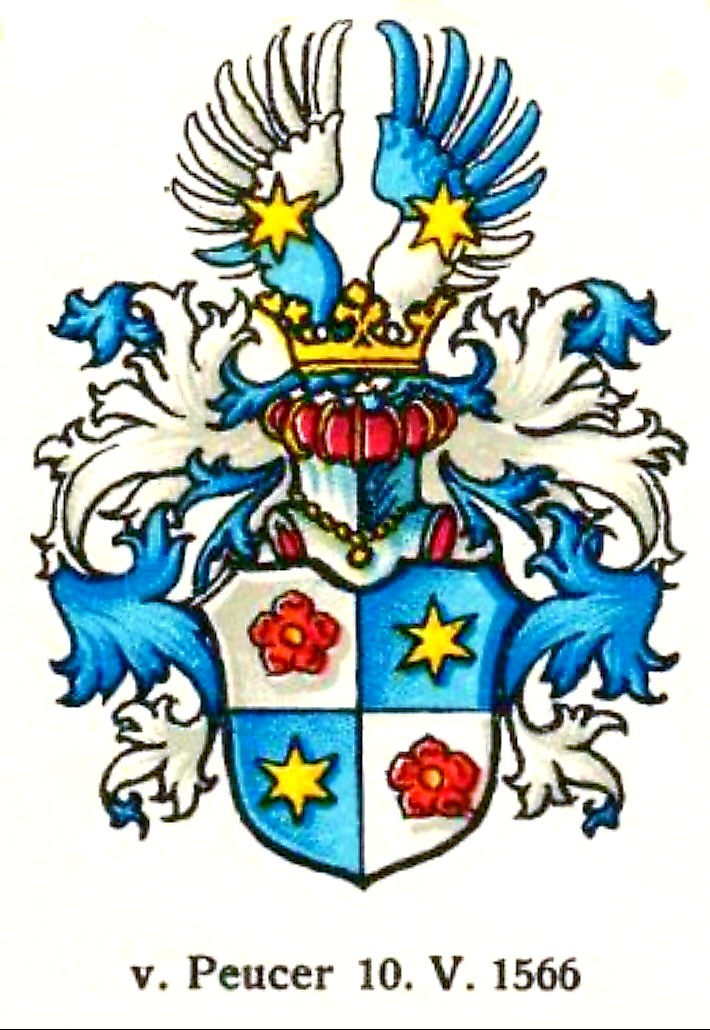
Wappen Peucer nach dem Adelsbrief vom 10. Mai 1566

Er wurde 1554 Professor für Höhere Mathematik. Er verfasste Arbeiten über die Erdvermessung (De dimensione terrae, 1550) und über Grundlagen der Astronomie (Elementa doctrinae de circulis coelestibus, 1551). Am 30. Januar 1560 promovierte er zum Doktor der Medizin, wurde Professor der Medizin und im Sommersemester 1560 Rektor der Universität Wittenberg. Nach dem Tode Melanchthons bemühte er sich um die Wahrung dessen Erbes. Er veröffentlichte verschiedene Briefe und Reden Melanchthons, setzte dessen historische Vorlesungen über das „Chronicon Carionis“ fort und vermittelte Melanchthons Philippismus im „Corpus Doctrinae Philippicum“. Peucer wies geomantische Erklärungen zurück und befürwortete physiognomische und astrologische Schlüsse auf einer naturwissenschaftlichen Grundlage.
Peucer unterhielt ab 1563 regelmäßigen Kontakt zum kursächsischen Hof und wurde 1566 durch Kaiser Maximilian II. in den erblichen Adelsstand erhoben. Ab 1570 war er Leibarzt des Kurfürsten August. Außerdem wurde ihm 1571 das Patenamt am Prinzen Adolf übertragen. Die sich entwickelnden Kontakte zur kurfürstlichen Familie werden durch einen recht umfangreichen Briefwechsel belegt, den Caspar Peucer sowohl mit dem Kurfürsten als auch mit dessen Ehefrau, Anna von Dänemark, führte.
Peucer profitierte deutlich von seiner engen Beziehung zum Kurfürsten, was sich in mehreren materiellen Privilegien widerspiegelte. Im Jahr 1569 erhielt er durch ein spezielles Reskript des Kurfürsten ein zuvor ungenutztes Grundstück zwischen seinem Hinterhaus und der Stadtmauer, das er für ein Gelehrtenstübchen und als Andachtsort nutzen wollte. Dieses Eingreifen des Kurfürsten statt des Stadtrats unterstreicht Peucers bevorzugte Stellung.
Weiterhin bekam Peucer 1561 eine Schuldverschreibung über 1000 Florin, die er vorzeitig für die Hochzeit seiner Tochter ausbezahlt erhielt, anstatt sie erst bei seiner Pensionierung zu erhalten. Zudem wurde ihm 1569 eine Pfründe zugesichert, deren Wert ebenfalls 1000 Florin betrug und explizit vererbbar war, was seine Familie langfristig finanziell absicherte.

## Haft
1571 war Caspar Peucer an der Veröffentlichung des neuen Wittenberger Katechismus der theologischen Fakultät wesentlich beteiligt. Als kirchenpolitischer Führer der Philippisten wurde Peucer von der lutherischen Orthodoxie stark angegriffen und als Kryptocalvinist bezeichnet. Im Zusammenhang mit der in Frankreich 1572 stattfindenden „Bartholomäusnacht“ änderte Sachsen abrupt seine Konfessionspolitik und folgte nun dem radikalen Kurs der Gnesiolutheraner. Anhänger des Calvinismus wurden zu Staatsfeinden. Auch die moderaten Kräfte der Philippisten, also Anhänger Philipp Melanchtons, wurden in diesen Strudel mit hineingezogen. Peucer, ein Anhänger der Philippisten, wollte von seiner religiösen Grundauffassung nicht abweichen und wurde 1574 von Kurfürst August von Sachsen wegen seines vermeintlichen Einflusses auf die religiösen und politischen Spannungen in Sachsen inhaftiert. Zunächst war er mit seiner Familie im Schloss Rochlitz inhaftiert.
Von 1576 bis 1586 war Caspar Peucer aufgrund seiner theologischen Überzeugungen in Einzelhaft auf der Pleißenburg in Leipzig eingekerkert. Trotz seines hohen Ansehens als Gelehrter und Leibarzt verweigerte der Kurfürst jede Möglichkeit einer Freilassung und versuchte, Peucer zum „rechten Glauben“ zu bekehren, um ihn anschließend weiter als Arzt nutzen zu können.
Während seiner Haftzeit setzten sich verschiedene Fürsten und Persönlichkeiten des Reiches für Peucers Freilassung ein. Kaiser Maximilian II., der Peucer bereits 1566 in den Adelsstand erhoben hatte, versuchte vergeblich, ihn als Leibarzt an seinen Hof zu berufen und ihn damit aus der sächsischen Haft zu befreien. Auch Landgraf Wilhelm von Hessen bemühte sich um seine Freilassung, um ihn als Leibarzt an seinem Hof zu beschäftigen. Beide Versuche scheiterten am Widerstand des Kurfürsten, der Peucer aus religiösen Gründen weiter inhaftiert hielt.
Trotz dieser Umstände setzte Peucer seine Arbeit fort und verfasste während der Gefangenschaft zwei wichtige Werke: die Historia Carcerum, eine chronologisch geordnete Sammlung von Notizen über seine Zeit in Haft, die heute als ein seltenes frühzeitliches Dokument über den Strafvollzug aus der Sicht eines Gefangenen gilt, und das Idyllium Patria, ein literarisches Werk in lateinischen Distichen, das seiner Oberlausitzer Heimat gewidmet war.
Erst 1586 gelang es der jungen sächsischen Kurfürstin Agnes Hedwig von Anhalt oder ihrem Vater, Joachim Ernst, Peucers Freilassung zu erwirken. Obwohl seine Haft offiziell mit strengen Auflagen beendet wurde, konnte Peucer seine Tätigkeit als Leibarzt sofort wieder aufnehmen. Noch im selben Jahr berief ihn Rudolf Fürst von Anhalt-Zerbst, der jüngere Bruder der Kurfürstin, zu seinem Leibarzt am anhaltischen Hof in Dessau. Diese Position bekleidete Peucer bis zu seinem Tod am 25. September 1602, wobei er jedoch de jure weiterhin unter Aufsicht stand, da seine Freilassung an Bedingungen geknüpft war. Kurfürst August verstarb nur drei Tage nach Peucers Freilassung, wodurch die Einschränkungen de facto hinfällig wurden.

## Familie
Caspar Peucer war in erster Ehe mit Magdalena Melanchthon verheiratet, der Schwester von Anna Melanchthon, die Georg Sabinus, einen brandenburgischen Geheimen Rat und Rektor der Albertus-Universität Königsberg, heiratete. Ihre Tochter Anna Sabinus ehelichte Eusebius Menius, einen Doktor der Medizin in Wittenberg und Sohn des Reformators Justus Menius.
Caspar und Magdalena Peucer hatten mehrere Kinder:
- Caspar Peucer (1552–1587) promovierte 1577 in Heidelberg in Medizin, war Leibarzt in Heidelberg und Stadtarzt in Bautzen und trug wesentlich zur Entwicklung der Differentialdiagnose bei. Er heiratete Elisabeth Schild, deren Vater Johannes Schild Ratsherr in Bautzen war.
- Anna Peucer (1553–1602) war mit Joachim Eger verheiratet, einem Juristen und Professor in Wittenberg sowie Hofgerichtsadvokat in Stettin.
- Martha Peucer (1556–1599) heiratete in erster Ehe Hieronymus Schaller, Arzt in Zittau und Physikprofessor in Wittenberg. In zweiter Ehe war sie mit Johann Caspar Neefe verheiratet, einem Sohn des Caspar Neefe und Enkel des Heinrich Stromer.
- Maria Peucer (1566–1602) heiratete Johann Koytenius, den Landphysikus der böhmischen Landstände.
- Ottilie Peucer (* 1568) heiratete den Professor und Mediziner Johann Hermann.
- Wolfgang Peucer war Arzt in Leipzig und heiratete eine Schwester der Elisabeth Hutter, was ihn zum Schwager des Leibarztes Blasius Grünewald und des Leipziger Stadtarztes und Professors Georg Schiltel machte.

Im Alter von 62 Jahren heiratete Peucer 1587 zum zweiten Mal. Seine Frau war Christina Schild, die Witwe des Budissiner Bürgermeisters Hieronymus Bergmann.

## Werke (Auswahl)

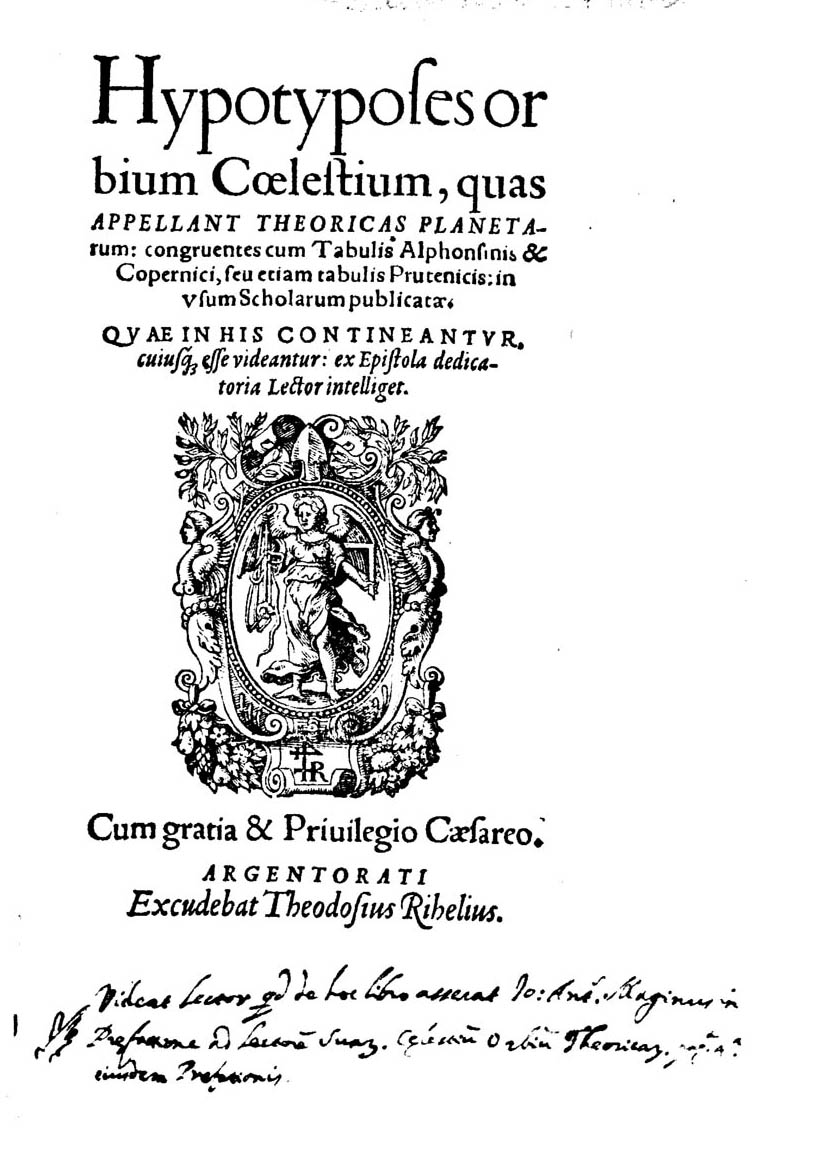
Hypotyposes orbium coelestium, 1568

Für eine vollständige Übersicht siehe das Verzeichnis der im deutschen Sprachbereich erschienenen Drucke des 16. Jahrhunderts (VD 16).
- Elementa Doctrinae De Circvlis Coelestibvs, Et Primo Motv (Digitalisierte Fassung)
- Tractatus historicus de Ph.Melanchthonis sententia de controversia coenae Domini, 1553 (Druck 1596)
- Commentarius de praecipuis divinationum generibus, 1553
- Corpus Doctrinae Philippicum, 1560
- Opera Melan, 1562–1565
- (Herausgeber) Epistolae Selectiores Aliqvot, Philippi Melanthonis. Crato, Wittenberg 1565
- Idyllion de Lusatia, 1583 (gedruckt 1594)